# فابیو کوارتارارو
فابیو آلین کوارتارارو یک موتورسوار اهل فرانسه است که هم‌اکنون برای تیم یاماها فکتوری در کلاس موتوجی پی مسابقه می‌دهد. کوارتارارو قبل از ورود به مسابقات جایزه بزرگ شش قهرمانی در مسابقات اسپانیا کسب کرد و به دلیل این موفقیت‌ها او را با مارک مارکز قیاس کردند و در این میان چندین رکورد در رده‌های سنی توسط وی شکسته شد.

## زندگی‌نامه
فابیو کوارتارارو ۲۰ آوریل ۱۹۹۹ در نیس فرانسه متولد شد ولی در چهار سالگی همراه خانواده به اسپانیا مهاجرت کرد و در سری مسابقات Promovelocidad Cup , promo racc شرکت کرد در کلاس ۵۰ سی سی سال ۲۰۰۸ , ۷۰ سی سی سال ۲۰۰۹ , ۸۰ سی سی سال ۲۰۱۱ قهرمان شد. کوارتارارو قبل از رفتن به سری موتو۳ اسپانیا در سال ۲۰۱۲ در کلاس مدیترانه موتو ۳ قهرمان شد و به عنوان قهرمان داخلی اسپانیا نیز شناخته شد.
وی در سال ۲۰۱۳ وارد مسابقات موتو۳ سری cev رپسول شد و توانست با برد در مسابقه خرز اولین موتورسوار غیر اسپانیایی شود که از سال ۲۰۰۷ به این عنوان دست یافته بود وی همچنین در این سال با ۱۴ سال ۲۱۸ روز جوانترین قهرمان تاریخ در این دسته شد.
در سال ۲۰۱۴ هم همچنان در این کلاس باقی ماند چرا که بر اساس قانونی که در سال ۲۰۰۸ به تصویب رسید حداقل سن ورودی برای کلاس موتو۳ جهانی باید ۱۶ سال باشد او در این سال نیز همچون سال پیش قهرمان شد.

## پیشه
ورود به مسابقات کلاس موتو۳
فابیو کوارتارارو در سال ۲۰۱۵ به تیم استرلا گالیسیا هوندا در مسابقات موتو۳ پیوست وی در سیزده مسابقه آن سال شرکت کرد هر چند نتوانست بردی کسب کند ولی در پایان فصل با دو پل پوزیشن و دو سکو در رده دهم کار خود را تمام کرد در سال ۲۰۱۶ به تیم لئوپارد ریسینگ از شرکت کی تی ام رفت ولی در آنجا نیز برخلاف انتظار موفقیتی کسب نکرد.
ورود به مسابقات موتو۲
در سال ۲۰۱۷ به مسابقات موتو۲ پیوست و در تیم کالکس پونز همتیمی ادگاردز پونز که پدرش مالک تیم بود شد وی در آن سال به رده ای بهتر از سیزدهمی دست نیافت و همین باعث شد تیم خود را عوض کند و به تیم اسپید آپ ریسینگ برود در آنجا همتیمی دنی کنت شد و توانست در مسابقه کاتالونیا سرانجام به اولین برد خود در موتو۲ دست یابد و در مسابقه آسن هلند نیز دوم شد در پایان فصل با ۱۳۸ امتیاز در رده دهم فصل را تمام کرد.
ورود به مسابقات موتوجی‌پی
فابیو کوارتارارو سرانجام در سال ۲۰۱۹ به تیم پتروناس یاماها پیوست و همتیمی فرانکو موربیدلی شد. او پل پوزیشن مسابقه خرز اسپانیا را به دست آورد و جوانترین موتورسوار تاریخ شد که در کلاس موتوجی پی توانست این عنوان را کسب کند. وی همچنین برای دو مسابقه پیاپی در گرندپری کاتالونیا و آسن پل پوزیشن کسب کرد و جوانترین موتورسواری شد که توانسته در کلاس موتوجی پی دو پل پوزیشن پیاپی کسب کند او در این فصل هفت بار روی سکو رفت شش بار پل پوزیشن گرفت و دو بار نیز سریعترین دور را کسب کرد و با ۱۹۲ امتیاز فصل را با رده پنجمی به اتمام رساند.
کوارتارارو فصل ۲۰۲۰ را با پیروزی در دو مسابقه ابتدایی فصل خوب شروع کرد اما به تدریج افت کرد و فصل را با ۱۲۷امتیاز در جایگاه هشتم تمام کرد.
در ژانویه ۲۰۲۰ تیم یاماها فکتوری اعلام کرد فابیو کوارتارارو از فصل ۲۰۲۱ به این تیم می‌آید و جایگزین والنتینو روسی می‌شود. کوارتارارو در اولین فصل حضورش در تیم یاماها فکتوری عنوان قهرمانی این مسابقات را با این تیم کسب کرد.

## افتخارات
- نایب قهرمان ۵۰ سی سی اسپانیا ۲۰۰۷
- قهرمان ۵۰ سی سی اسپانیا ۲۰۰۸
- قهرمان ۷۰ سی سی اسپانیا ۲۰۰۹
- نفر سوم ۸۰ سی سی اسپانیا ۲۰۱۰
- قهرمان ۸۰ سی سی اسپانیا ۲۰۱۱
- قهرمان ورودی کلاس موتو۳ اسپانیا ۲۰۱۲
- قهرمان موتو۳ اسپانیا ۲۰۱۳
- قهرمان موتو۳ اسپانیا ۲۰۱۴
- جوانترین موتورسوار موتوجی پی که پل پزیشن گرفت
- جوانترین موتورسوار موتوجی پی که دو پل پزیشن پیاپی گرفت
- جوانترنین قهرمان تاریخ موتو۳ اسپانیا با ۱۴ سال ۲۱۸ روز

## جدول عملکردی
| فصل   | کلاس   | موتور    | تیم             | مسابقه | برد | روی سکو | پل پزیشن | Fast Lap | امتیاز | جایگاه فصل |
| ----- | ------ | -------- | --------------- | ------ | --- | ------- | -------- | -------- | ------ | ---------- |
| ۲۰۱۵  | موتو ۳ | هوندا    | استرلا گالیسیا  | ۱۳     | ۰   | ۲       | ۲        | ۰        | ۹۲     | دهم        |
| ۲۰۱۶  | موتو ۳ | کی تی ام | لئوپارد ریسینگ  | ۱۸     | ۰   | ۰       | ۰        | ۰        | ۸۳     | سیزدهم     |
| ۲۰۱۷  | موتو ۲ | کالکس    | پونز            | ۱۸     | ۰   | ۰       | ۰        | ۰        | ۶۴     | سیزدهم     |
| ۲۰۱۸  | موتو ۲ | اسپید آپ | اسپید آپ ریسینگ | ۱۸     | ۱   | ۲       | ۱        | ۱        | ۱۳۸    | دهم        |
| ۲۰۱۹  | MotoGP | یاماها   | پتروناس         | ۱۹     | ۰   | ۷       | ۶        | ۲        | ۱۹۲    | پنجم       |
| ۲۰۲۰  | MotoGP | یاماها   | پتروناس         | ۱۴     | ۳   | ۳       | ۴        | ۲        | ۱۲۷    | هشتم       |
| ۲۰۲۱  | MotoGP | یاماها   | فکتوری          | ۱۸     | ۵   | ۱۰      | ۵        | ۵        | ۲۷۸    | قهرمان     |
| ۲۰۲۲  | MotoGP | یاماها   | فکتوری          | ۲۰     | ۳   | ۸       | ۱        | ۴        | ۲۴۸    | ۲          |
| ۲۰۲۳  | MotoGP | یاماها   | فکتوری          | ۲۰     | ۰   | ۳       | ۰        | ۰        | ۱۷۲    | ۱۰         |
| ۲۰۲۴  | MotoGP | یاماها   | فکتوری          | ۹      | ۰   | ۰       | ۰        | ۰        | ۴۴     | ۱۵*        |
| مجموع | مجموع  | مجموع    | مجموع           | ۱۶۷    | ۱۲  | ۳۵      | ۱۹       | ۱۴       | ۱۴۳۸*  | ۱          |

- * فصل در جریان است.